# تایکو (عنوان)
تایکُو (به ژاپنی: 太閤 たいこう) به سشّو یا کانپاکو‌یی گفته می‌شود که مقام خود را به فرزند یا برادر کوچکتر خود تفویض کرده است. کانپاکو بالاترین مقام در ژاپن به شمار می‌رفت و سیاست را اداره می‌کرد. نایب‌السلطنه در زمان کودکی یا بیماری امپراتور ژاپن تمامی قدرت در دسترس قرار می‌گیرد. مقام کانپاکو با نایب‌السلطنه تفاوت دارد زیرا تصمیم گیرندهٔ نهایی در زمانی که کانپاکو وجود دارد با شخص امپراتور است. نخستین کانپاکوی سامورایی تاریخ ژاپن تویوتومی هیده‌یوشی بود. او در سال ۱۵۸۵ به این مقام رسید. در سال ۱۵۹۲ هیده‌یوشی مقام خود را به پسرخواهر و فرزندخوانده خود تویوتومی هیده‌تسوگو واگذار کرد. از سال ۱۵۹۲ هیده‌یوشی تایکو یا به‌طور رسمی‌تر تایکُو دِنکا یا تایکُو تِنگا نامیده می‌شد.